# Кластер записів

Структура диска:
(A) доріжка
(B) геометричний сектор
(C) сектор доріжки
(D) кластер

Кла́стер за́писів (англ. record clustering) – логічна (неподільна) одиниця зберігання даних на носіях інформації, наприклад на жорсткому диску, в деяких типах файлових систем. Кластери складаються з секторів.

### У файлових системах та носіях
Всі кластери конкретного вінчестера однакові за розміром і пронумеровані по порядку. Кожному кластеру відповідає службовий рядок, що має той же номер. Сукупність таких службових рядків становить FAT-таблицю. Перехід до кластерів відбувся тому, що розмір таблиці FAT був обмежений, а розмір диска збільшувався. У разі FAT16 для диска об'ємом 512 Мб кластер буде складати 8 КБ, до 1 Гб - 16 Кб, до 2 Гб - 32 Кб і так далі.

### Розміщення та фрагментація
При запису файлу на диск система (якщо це можливо) розміщує його безперервно – в суміжних кластерах. Якщо цього зробити не можна, то система шукає необхідну кількість вільних кластерів в різних місцях дискового простору і розміщує файл в них. Таким чином, файл (особливо, якщо він великих розмірів) може бути «склеєний» з декількох десятків блоків (див. детальніше Фрагментація і дефрагментація). На ємність диска це ніяк (або майже ніяк) не впливає, але от швидкість доступу до такого фрагментованого файлу часто різко падає, оскільки для зчитування файлу система витрачає додаткові, можливо, механічні (відносно повільні) операції (наприклад, переміщення головок з доріжки на доріжку).